# Сорочинський Анатолій Ярославович
Анато́лій Яросла́вович Сорочи́нський (19 березня 1989 — 22 червня 2019) — солдат Збройних сил України, учасник російсько-української війни.

## Життєпис
Народився 1989 року у місті Львів де й проживав. 
З 2015 року воював у складі батальйону «Айдар». 13 грудня 2017-го підписав контракт з 24-ю бригадою; солдат, стрілець-снайпер 3-го взводу 8-ї роти 3-го батальйону.
22 червня 2019 року під вечір загинув внаслідок підриву на протипіхотній міні під час перевірки місцевості в зоні відповідальності спостережного посту «Бандера» поблизу Оленівки (Волноваський район); помер від множинних осколкових поранень зі зброєю у руках. Потужний  вогонь ворога унеможливив евакуацію його тіла. Була задіяна пошукова група з 7 чоловік. Після досягнення домовленості з терористами щодо припинення вогню, уранці 24 червня тіло загиблого було евакуйовано із небезпечної зони волонтерами (місія «Евакуація 200»). 
Після прощання у Львові 26 червня 2019 року похований в селі Підрясне Яворівського району (звідки походить родина і похований його дід).
Без Анатолія лишилися брат, мама і сестра.

## Нагороди та вшанування
- Указом Президента України № 804/2019 від 5 листопада 2019 року за «особисту мужність і самовідданість, виявлені під час бойових дій, зразкове виконання військового обов'язку» нагороджений орденом «За мужність» III ступеня (посмертно)[4].

## Примітки

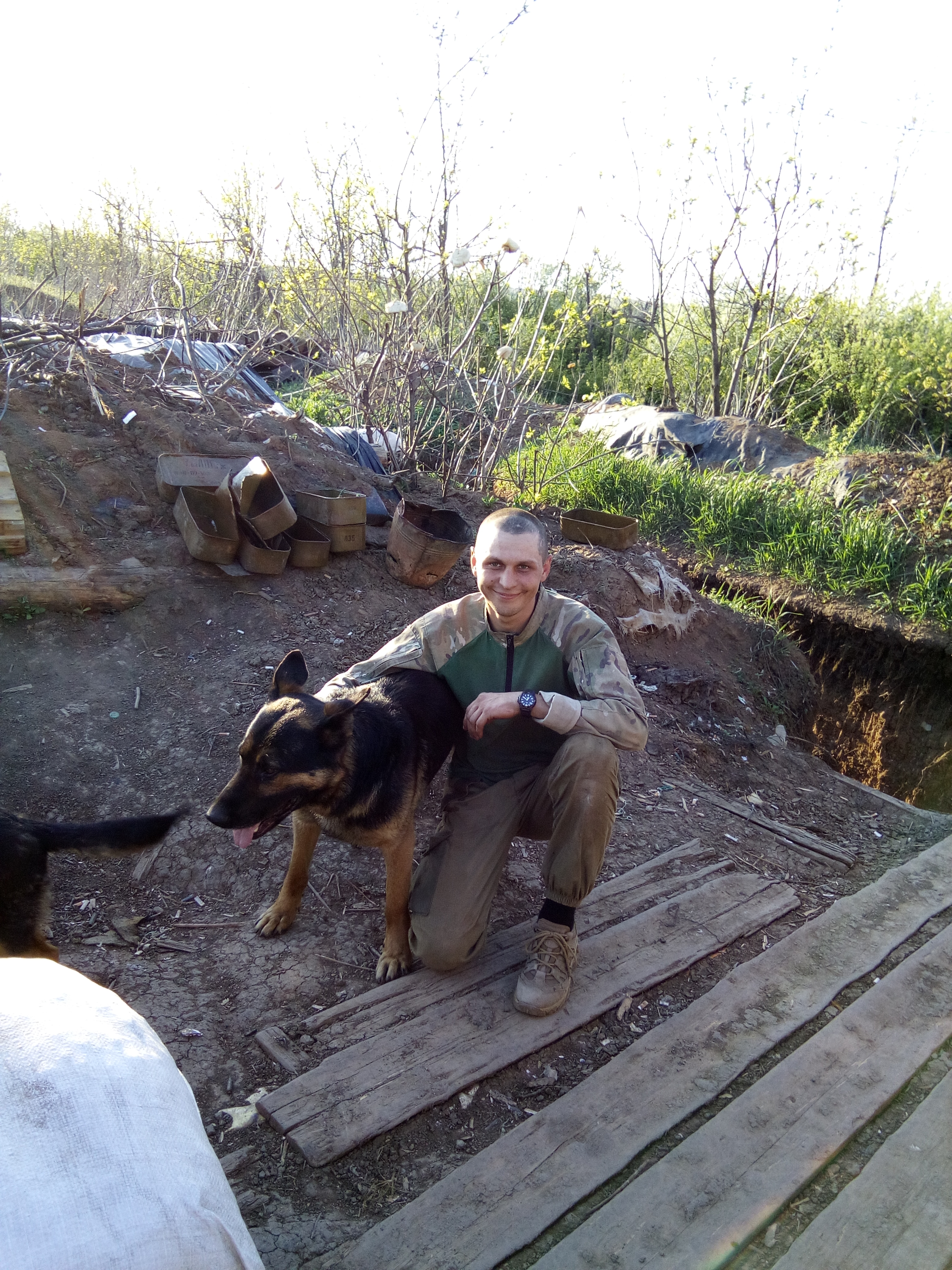

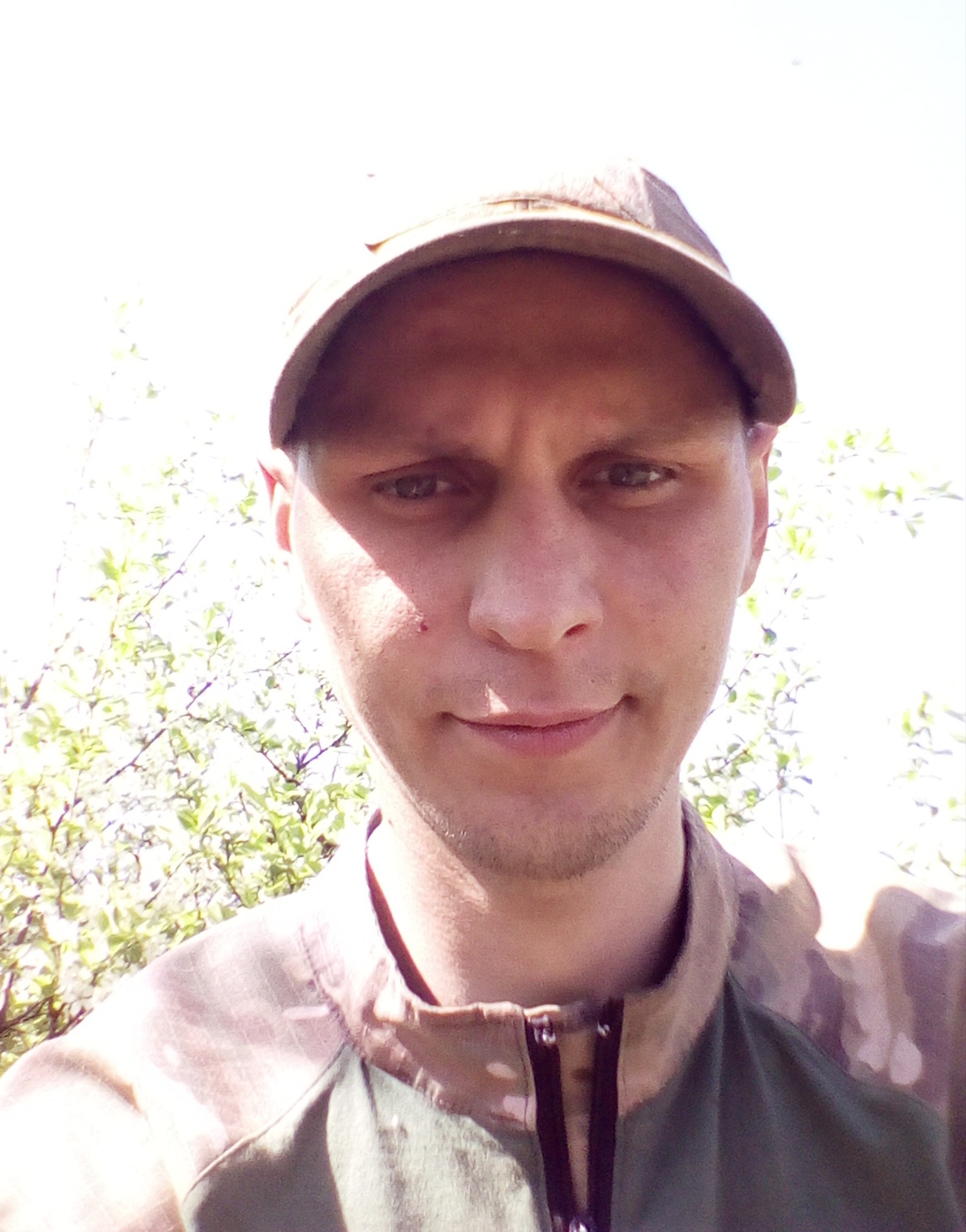